# Nintendo Optical Disc

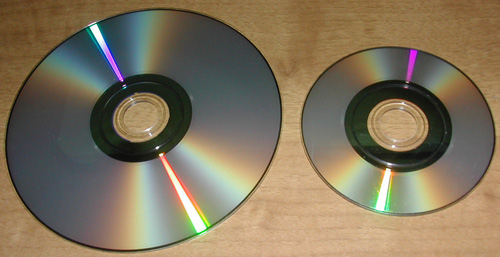
Un disco di gioco per Wii e uno per GameCube

Nintendo Optical Disc è un formato DVD utilizzato da Nintendo per distribuire i suoi videogiochi. Questo formato include i dischi per GameCube, Wii e Wii U.

## Formato
Il disco di gioco per Nintendo GameCube (DOL-006) è il supporto di memorizzazione utilizzato per la console Nintendo GameCube, creato dalla compagnia Matsushita, in seguito divenuto leggibile anche sulla console successiva, il Wii, tramite retrocompatibilità. Il disco di gioco per GameCube è un mini DVD da 8 cm dalla capienza massima di 1,5 GB basato su una tecnologia che legge il disco dai bordi al centro con una velocità angolare costante. Venne scelto da Nintendo per evitare possibili violazioni di copyright e per ridurre i tempi di caricamento dei giochi. 
I dischi di gioco vennero criticati per la loro scarsa capienza, fatto che richiese a molti giochi di essere distribuiti in due dischi. In molti giochi le sequenze animate venivano compresse maggiormente per risparmiare spazio sul disco, sacrificando però la qualità del video. 
Per il Wii, Nintendo utilizza DVD da 12 cm (RVL-006), dalla capacità massima di 4,7 GB (8,5 GB per i DVD Dual Layer), conferendo al disco le qualità dei dischi per GameCube con una capienza normale. I giochi che utilizzano la tecnologia Dual Layer sono: Disney Infinity, Metroid: Other M (per via dei numerosi filmati in computer grafica), Metroid Prime Trilogy (che contiene l'intera trilogia della serie Metroid Prime), Raving Rabbids: Party Collection, Sakura Wars: So Long, My Love, Samurai Warriors 3, Super Smash Bros. Brawl, The Hip Hop Dance Experience, The Last Story, Xenoblade Chronicles, Zumba e, sembrerebbe, anche The Legend of Zelda: Skyward Sword. A questi si aggiunge Miburi & Teburi (uscito solo in Giappone). Nintendo ha inoltre notato che alcune console con le lenti impolverate possono faticare nella lettura di questi dischi. La compagnia si occupa di conseguenza di riparare gratuitamente le console con questo tipo di problema. Oppure è possibile utilizzare dei kit di pulizia prodotti da Nintendo, disponibili in commercio.
Per il Wii U Nintendo abbandona i DVD e utilizza dei dischi proprietari da 25 GB e 50 GB, molto simili ai Blu-Ray ma con una piccola sporgenza ai bordi del disco atta a impedire l'uso di copie illegali dei giochi.